# Adam Pally
Adam Saul Pally (Livingston, 18 marzo 1982) è un attore statunitense, noto principalmente per aver interpretato il vicesceriffo Wade Whipple nella serie live-action di Sonic the Hedgehog (Sonic - Il film, Sonic 2 - Il film, Knuckles e Sonic 3 - Il film).

## Biografia
Originario di Livingston, New Jersey, si laurea alla New School di New York. Fino al 2003 si esibisce al Upright Citizens Brigade Theatre e continua, poi, a Los Angeles in spettacoli come Death by Roo Roo e ASSSSCAT 3000. È anche membro del gruppo comico "Chubby Skinny Kids" con Dan Gregor e Doug Mand.
Appare sul grande schermo in Motel Woodstock e Solitary Man e sul piccolo schermo in The Colbert Report e Californication. Nel 2011 è protagonista a fianco di Elisha Cuthbert, Zachary Knighton, Casey Wilson, Eliza Coupe e Damon Wayans Jr. nella commedia della ABC Happy Endings.
Nel 2019 ottiene il ruolo del vicesceriffo Wade Whipple nel film Sonic - Il film, diretto da Jeff Fowler, uscito nelle sale cinematografiche del 2020. L'attore è stato confermato anche per il sequel di Sonic, previsto nelle sale nell'aprile 2022, e stavolta riprenderà il suo ruolo nella miniserie televisiva spin-off su Paramount+ Knuckles, a fianco con l'echidna rosso (sempre doppiato in originale da Idris Elba), e nel film Sonic 3 - Il film del 2024.

## Filmografia

### Cinema
- The Assassination - Al centro del complotto (Assassination of a High School President), regia di Brett Simon (2008)
- David After the Divorce, regia di Chris Kula – cortometraggio (2009)
- Motel Woodstock (Taking Woodstock), regia di Ang Lee (2009)
- Solitary Man, regia di Brian Koppelman e David Levien (2009)
- Monogamy, regia di Dana Adam Shapiro (2010)
- Ghostbusters Return, regia di Ben Weinstein – cortometraggio (2010)
- Iron Man 3, regia di Shane Black (2013)
- The To Do List - L'estate prima del college (The To Do List), regia di Maggie Carey (2013)
- A.C.O.D. - Adulti complessati originati da divorzio (A.C.O.D.), regia di Stu Zicherman (2013)
- Nonno scatenato (Dirty Grandpa), regia di Dan Mazer (2016)
- Un weekend al limite (Joshy), regia di Jeff Baena (2016)
- The Little Hours, regia di Jeff Baena (2017)
- Shimmer Lake, regia di Oren Uziel (2017)
- Band Aid (2017), regia di Zoe Lister-Jones
- Sonic - Il film (Sonic the Hedgehog), regia di Jeff Fowler (2020)
- Sognando il ring (The Main Event), regia di Jay Karas (2020)
- Sonic 2 - Il film (Sonic the Hedgehog 2), regia di Jeff Fowler (2022)
- Who Invited Charlie?, regia di Xavier Manrique (2022)
- Hell of a Summer, regia di Finn Wolfhard e Billy Bryk (2023)
- The Gutter, regia di Yassir e Isaiah Lester (2024)
- Sonic 3 - Il film (Sonic the Hedgehog 3), regia di Jeff Fowler (2024)

### Televisione
- The Colbert Report – serie TV, episodio 2x06 (2006)
- The Boys and Girls Guide to Getting Down, regia di Michael Shapiro – film TV (2010)
- NTSF:SD:SUV:: – serie TV, episodio 1x10 (2011)
- Californication – serie TV, episodi 4x05-4x07 (2011)
- Happy Endings – serie TV, 58 episodi (2011-2013, 2020)
- The Mindy Project – serie TV, 44 episodi (2012-2017)
- Making History – serie TV, 9 episodi (2017)
- Knuckles – miniserie TV (2024)

### Doppiatore
- Crossing Swords – serie animata, 9 episodi (2020-in corso)
- A Very Sonic Christmas, regia di David H. Brooks – cortometraggio (2024)

## Doppiatori italiani
Nelle versioni in italiano delle opere in cui ha recitato, Adam Pally è stato doppiato da:
- Gabriele Tacchi in Band Aid, Sonic - Il film, Sonic 2 - Il film, Knuckles, Sonic 3 - Il film
- Giorgio Borghetti in Happy Endings, Dog Days
- Raffaele Carpentieri in A.C.O.D. - Adulti complessati originati da divorzio
- Francesco Venditti in Un weekend al limite
- Patrizio Prata in The Mindy Project
- Massimo Triggiani in Nonno scatenato
- Marco Benedetti in Shimmer Lake
- Flavio Aquilone in Sognando il ring
- Gabriele Sabatini in FUBAR